# Port Hueneme
Port Hueneme (IPA: [ˌpoɹt waɪˈnimi]) est une petite municipalité portuaire du comté de Ventura, dans le sud de la Californie. Le nom vient de la prononciation espagnole du mot amérindien Chumash wene me, qui signifie « endroit de repos ». La ville se situe au sud-est de la plaine d'Oxnard.
La population de la ville était de 21 845 habitants au recensement de 2000. La ville possède une plage, orientée plein sud et connue pour la pratique du surf et qui s'étend vers l'est du port jusqu'à une base de l'US Navy.
Port Hueneme est le seul port en eaux profondes entre le port de Long Beach de Los Angeles et le Port de San Francisco. Le port est un lieu de débarquement de produits variés à destination du bassin de Los Angeles (voitures, fruits, etc) et un lieu de d'exportation des produits agricoles (oignons, fraises, fleurs, etc.)

## Port militaire
L'US Navy y possède un port militaire, qui avec la base aéronavale de Point Mugu constitue la base navale du Comté de Ventura. Port Huemene est la base pour la côte ouest du Construction Battalion, les célèbres Seabees. La base navale est [Quand ?] le plus gros employeur du comté avec plus de 6 000 civils, 9 000 militaires et 1 300 contractuels et un élément clé de l'économie locale.
Aussi situé dans les installations militaires de Port Hueneme, le Navy and Marine Operational Support Center Port Hueneme, qui a remplacé le Naval Reserve Center Santa Barbara.

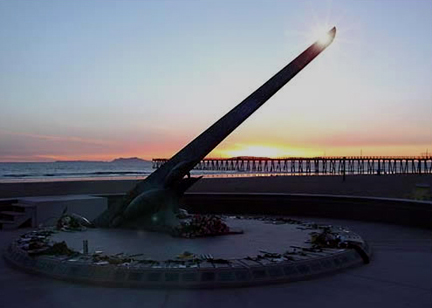
Mémorial du vol 261 Alaska Airlines au soleil couchant.

## Vol Alaska Airlines 261
Le vol Alaska Airlines 261 entre Puerto Vallarta, station balnéaire mexicaine, et Seattle du 31 janvier 2000 s'est écrasé en mer au large de Port Hueneme. Un mémorial-cadran solaire a été érigé près de la plage en mémoire des 88 victimes. Une ombre est projetée par l'aiguille du cadran sur une plaque de bronze chaque 30 janvier à 16 h 22, jour et heure de l'accident.

## Dans la culture populaire
- Le village fictif de North Chumash, dans le jeu vidéo Grand Theft Auto V, est inspiré de Port Hueneme.

## Démographie
| 1950  | 1960   | 1970   | 1980   | 1990   | 2000   |
| ----- | ------ | ------ | ------ | ------ | ------ |
| 3 024 | 11 067 | 14 295 | 17 803 | 20 319 | 21 845 |

| 2010   | - | - | - | - | - |
| ------ | - | - | - | - | - |
| 21 723 | - | - | - | - | - |

## Jumelages
Puerto Vallarta (Mexique)

## Source
- (en) Cet article est partiellement ou en totalité issu de l’article de Wikipédia en anglais intitulé « Port Hueneme, California » (voir la liste des auteurs).